# أندي هاسلر
أندي هاسلر (بالإنجليزية: Andy Hassler) هو لاعب كرة قاعدة أمريكي، ولد في 18 أكتوبر 1951 في تكساس سيتي في الولايات المتحدة.

## وصلات خارجية
- أندي هاسلر على موقع دوري كرة القاعدة الرئيسي (الإنجليزية)
- أندي هاسلر على موقعبيزبول رفرنس.كوم (الدوري الرئيسي) (الإنجليزية)
- أندي هاسلر على موقعبيزبول رفرنس.كوم (الدوري الثانوي) (الإنجليزية)